# 流曲镇
流曲镇，是中华人民共和国陕西省渭南市富平县下辖的一个乡镇级行政单位。
2015年，陕西省民政厅批复同意撤销王寮镇，并入流曲镇。

## 行政区划
流曲镇下辖以下地区：
流曲村、北耕村、东川村、大岗村、藏村、炭村、梅家庄村、簸掌村、五里墩村、顺义村、由典村、昌宁村、丈八村、双杨村、南董村、太平村、孙村、仵新村、纳衣村、兴户村、军寨村和卤川村。

## 特产
流曲琼锅糖：中国地理标志产品。